# Турецкая бригада
Турецкая бригада (англ. Turkish Brigade, тур. Türk Tugayı, кодовое наименование Северная Звезда, англ. North Star, тур. Şimal Yıldızı или Kutup Yıldızı) — пехотная бригада турецкой армии, участвовавшая в Корейской войне в составе сил ООН. Была придана 25-й дивизии Армии США и участвовала в ряде боевых операций. Удостоилась благодарностей от правительств США и Южной Кореи.

## Формирование
27 июня 1950 года была принята Резолюция ООН № 83, согласно которой Южной Корее должна была быть оказана военная помощь в борьбе с вторгшимися на её территорию войсками КНДР. Турция стала второй страной после США, ответившей на неё. Турецкое правительство приняло решение направить в Корею бригаду в составе 5000 человек. В состав сформированного подразделения входило три батальона пехоты, артиллерийский батальон и вспомогательные части.

## История службы
В войне участвовали три разных бригады вооружённых сил Турции, которые сменяли друг друга каждый год. Основой первой турецкой бригады, отправившейся в Корею был 241-й пехотный полк, базировавшийся близ Анкары. До численности бригады полк был доукомплектован добровольцами. Бригадой командовал ветеран I мировой войны Тахсин Язычи, который ради этого согласился на понижение в звании.
Передовые части турецких войск прибыли в Пусан 12 октября 1950 года, а основные силы пятью днями позже. Все части перебрасывались морем из порта Искендерун. Бригада встала лагерем вблизи Тэгу и была придана 25-й пехотной дивизии армии США.
Большинство турецких солдат было из маленьких городков и деревень восточной Турции. Они впервые покинули не только страну, но и свои родные места. Кроме того, здесь они впервые встретились с немусульманами. Конечно, между турками и американцами существовали громадные культурные и религиозные различия. Командование американских сил недооценивало эти факторы, равно как и сложности в координации действий ввиду языкового барьера. Сложности для турецких солдат добавляла и нетрадиционная для них пища. Американские пайки, содержащие свинину, были неприемлемы для турецких солдат. В результате специально для них был нанят японский повар. Много внимания привлекал и необычный вид солдат — длинные усы и кинжалы.
Турецким частям были приданы американские офицеры, однако их усилий не хватало для того, чтобы наладить взаимодействие между подразделениями. Проблема, которая сначала казалась незначительной, резко усилилась с началом непосредственных боевых действий.
Несмотря на то, что турецкий контингент был приписан к резерву 8-й Армии США, крах линии фронта после масштабного наступления китайских войск в ноябре 1950 года означал, что турецкие солдаты вынуждены были оказаться в эпицентре боевых действий.
Турецкие войска в период с ноября 1950 года по июль 1953 года приняли участие в следующих сражениях:
- Битва на реке Чхончхонган (ноябрь-декабрь 1950)
- Бои у Кумъянджан-Ни (январь 1951)
- Диверсионная операция Чхорвон — Сеул, оборона Taegyewonni, атака на Bakhar-Kumhva (22-23 апреля 1951)
- Бои за укреплённый пункт Вегас (28-29 мая 1953)

Наибольшие потери бригада понесла в ходе боёв в конце 1950 года. В сражении у реки Чхончхонган бригада потеряла 15 % личного состава и 70 % снаряжения, 218 человек были убиты, 455 ранены, около 100 попали в плен.
Общие потери бригады за три года боевых действий составили — 721 убитыми, 2111 ранеными, 168 пропавшими без вести. В составе бригады в период с 1950 по 1953 год проходило службу 14936 человек.
После заключения перемирия в 1953 году, турецкие войска оставались в Корее на протяжении ещё семи лет. В 1958—1959 годах службу в бригаде проходил будущий президент Турции Кенан Эврен.

## Состав бригады
В состав турецкого контингента в Корее входили следующие подразделения:
- 241-й пехотный полк в составе трёх батальонов;
- моторизованный артиллерийский батальон (три батареи по 6 105-мм гаубиц в каждом);
- рота обеспечения;
- батарея ПВО;
- транспортная рота;
- взвод связи;
- противотанковый взвод;
- медицинская рота.

## В массовой культуре
В 1954 году в прокат вышел турецкий фильм «Şimal Yıldızı», посвящённый участию турецких солдат в Корейской войне. Фильм был снят Атыфом Йылмазом, главную роль в нём исполнил Айхан Ышик.
В 2017 году вышел турецкий фильм «Айла» Джана Улькая, события которого посвящены одному из эпизодов корейской войны с участием турецкой бригады. Фильм был номинирован на Оскар от Турции.